# エウアル
『エウアル』は、やなぎなぎの1枚目のオリジナルアルバム。2013年7月3日にジェネオン・ユニバーサルから発売された。

## 概要
自身初となるオリジナルアルバム。タイトルの「エウアル」は、「裏表」を逆さまにしたやなぎなぎ自身による造語である。
販売形態はBlu-ray付初回限定盤（GNCA-1376）・DVD付初回限定盤（GNCA-1377）・通常盤（GNCA-1378）の3種リリースで、初回限定盤には「Agape」、「1/2」、「恋愛サーキュレーション」、「light prayer」、「アンインストール」、「Swallowtail Butterfly 〜あいのうた〜」、「カゼノトオリミチ」のカバーを収録したCD、および1stから5thシングルまでのPVとそれらのタイアップ作品のノンテロップ主題歌を収録したBlu-ray・DVDが同梱されている。
曲順は、レコーディングがある程度終了した後行われたが、「本当」と「嘘」の間に「euaru」を挟む構図は当初から考えられていた。なお「本当」と「嘘」という楽曲を入れたのは、「本当」のことを話す自分と「嘘」を言って強がる自分を表現したかったためである。
楽曲は、「嘘」を除き5月に完成されたが、これはアルバムのテーマである「エウアル」に合わないと思ったためで、「クオリア」と「euaru」はレコーディング終盤までコードとギターをいじっていたという。

## 収録曲

### CD DISC1
（#1以外作詞：やなぎなぎ）
1. 本当 [1:47][1]
作曲・編曲：やなぎなぎ
2. ユキトキ [4:28][1]
作曲・編曲：北川勝利、ストリングスアレンジ：長谷泰宏
テレビアニメ『やはり俺の青春ラブコメはまちがっている。』オープニングテーマ
3. 青のパレード [4:17][1]
作曲・編曲：宮川弾
宮川の起用は、やなぎなぎ自身がテレビアニメ『まおゆう魔王勇者』のオープニングテーマである「向かい風」を気に入っていており、かつ彼を起用すれば勢いが増すと考えたためである[3]。
4. concent [4:28][1]
作曲：やなぎなぎ、編曲：飛内将大
5. helvetica [4:44][1]
作曲：やなぎなぎ、編曲：やなぎなぎ・飛内将大
ライブを意識して書かれた。
6. Ambivalentidea [4:40][1]
作曲・編曲：bermei.inazawa
テレビアニメ『ヨルムンガンド』エンディングテーマ
7. euaru [4:15][1]
作曲・編曲：やなぎなぎ
8. Zoetrope [4:18][1]
作曲・編曲：斎藤真也
テレビアニメ『AMNESIA』オープニングテーマ
9. ラテラリティ [4:33][1]
作曲・編曲：藤田淳平（Elements Garden）
テレビアニメ『ヨルムンガンド PERFECT ORDER』エンディングテーマ
10. ストレンジアトラクター [4:07][1]
作曲：林奈津美、編曲：古川貴浩
以前聴いた際気に入ったため、その時からこの曲を温めていた。ちなみに戸松遥などの楽曲を手掛ける古川にアレンジを依頼したのは、やなぎなぎ曰く「楽しい曲」にしたかったからだという[3]
11. クオリア [6:03][3]
作曲・編曲：やなぎなぎ
12. トランスルーセント [4:05][1]
作曲・編曲：小瀬村晶
ヴィレッジヴァンガードで、やなぎなぎが好きなアーティストのCDにリミックスで参加していることを知り、それ以来彼とは何れ楽曲の制作を行いたいと考えていたという[3]
13. ビードロ模様 [4:52][1]
作曲：中沢伴行、編曲：中沢伴行・尾崎武士
テレビアニメ『あの夏で待ってる』エンディングテーマ
14. 嘘 [3:18][1]
作曲・編曲：やなぎなぎ

### CD DISC2（初回限定版のみ）
（全編曲：松浦晃久）
1. Agape [4:12][1]
作詞・作曲：岡崎律子
原曲：メロキュアの1stシングル『愛しいかけら』のカップリング曲。テレビアニメ『円盤皇女ワるきゅーレ』挿入歌
2. 1/2 [4:48][1]
作詞・作曲：川本真琴
原曲：川本真琴の3rdシングル。テレビアニメ『るろうに剣心 -明治剣客浪漫譚-』オープニングテーマ
3. 恋愛サーキュレーション [4:21][1]
作詞：meg rock、作曲：神前暁
原曲：千石撫子（花澤香菜）のキャラクターソング。テレビアニメ『化物語 なでこスネイク』オープニングテーマ
4. light prayer [4:30][1]
作詞：内村友美、作曲：School Food Punishment・江口亮
原曲：school food punishmentの4thシングル。アニメーション映画『東のエデン 劇場版I The King of Eden』エンディングテーマ
5. アンインストール [4:33][1]
作詞・作曲：石川智晶
原曲：石川智晶の3rdシングル。テレビアニメ『ぼくらの』オープニングテーマ
6. Swallowtail Butterfly 〜あいのうた〜 [4:51][1]
作詞：岩井俊二・CHARA・小林武史、作曲：小林武史
原曲：YEN TOWN BANDのシングル。映画『スワロウテイル』主題歌
7. カゼノトオリミチ [5:22][1]
作詞・作曲：堀下さゆり
原曲：堀下さゆりの3rdアルバム、およびNHK『みんなのうた』

### Blu-ray / DVD（初回限定盤のみ）
1. ビードロ模様（PV）
2. Ambivalentidea (PV)
3. ラテラリティ (PV)
4. Zoetrope (PV)
5. ユキトキ (PV)
6. TVアニメ「あの夏で待ってる」エンディングテーマ "ビードロ模様" ＜ノンテロップ アニメオープニング&エンディング集＞
7. TVアニメ「ヨルムンガンド」エンディングテーマ "Ambivalentidea" ＜ノンテロップ アニメオープニング&エンディング集＞
8. TVアニメ「ヨルムンガンド PERFECT ORDER」エンディングテーマ "ラテラリティ" ＜ノンテロップ アニメオープニング&エンディング集＞
9. TVアニメ「AMNESIA」オープニングテーマ "Zoetrope" ＜ノンテロップ アニメオープニング&エンディング集＞

## 演奏
Disc 1
- やなぎなぎ
  - Vocals
  - Programming & All Other Instruments (#1.5.7.11.14)
- 北川勝利：Guitars & Programming (#2)
- 末永華子：Piano (#2)
- 柳川勝哉：Guitars (#2)
- 沖井礼二：Bass (#2)
- 遠藤泰介：Drums (#2)
- 弦一徹ストリングス：Strings (#2.3)
- acane_madder：Programming & Chorus (#2)
- 宮川弾：Piano, Programming & All Other Instruments (#3)
- 田村玄一：Steel Guitars (#3)
- 小松シゲル：Drums (#3)
- 飛内将大：Programming & All Other Instruments (#4.5)
- 市川洋介：Vocal Contract (#4.5.10)
- bermei.inazawa：Programming & All Other Instruments (#6)
- 村田泰子ストリングス：Strings (#6)
- 齋藤真也：Programming & All Other Instruments (#8)
- 嘉生大樹：Guitars (#8)
- 黒須克彦：Bass (#8)
- かどしゅんたろう：Drums (#8)
- 藤田淳平：Piano & Direction (#9)
- 鈴木マサキ：Guitars (#9)
- 山口寛雄：Bass (#9)
- そうる透：Drums (#9)
- 古川貴浩：Programming & All Other Instruments (#10)
- 河野伸：Piano (#11.14)
- 小瀬村晶：Piano (#12)
- 中沢伴行：Programming & All Other Instruments (#13)

Disc 2
- 松浦晃久：Sound Produce, Programming, Piano, Wurlitzer, Rhodes, Guitars & All Other Instruments
- 佐々木貴之：Guitars (#2.4.5.7)
- 久光正昭：Guitars (#1.3)
- 岡雄三：Bass (#2.5.7)
- 小田原豊：Drums (#2.5.7)
- 吉田翔平ストリングス：Strings (#7)